# Высшая художественная школа Паллас
Высшая художественная школа Паллас (эст. Kõrgem Kunstikool Pallas, сокр. Pallas), до 31 июля 2018 года Тартуский художественный колледж (эст. Tartu Kõrgem Kunstikool, сокр. TKK) — высшее учебное заведение изобразительных искусств в Тарту, Эстония. Основано 1 августа 2000 года, находится в районе Карлова.

## Предшественники
С 1919 по 1960 годы предшественники Тартуского художественного колледжа существовали как средние и высшие учебные заведения под разными именами:
- 1919—1924: Художественная школа ассоциации искусств «Паллас»
- 1933—1940: Высшая школа искусств «Паллас»
- 1940—1941: Государственная высшая школа искусств имени Конрада Мяги
- 1942—1943: Высшие курсы изобразительных искусств Тарту
- 1943—1944: Высшая художественная школа Паллас
- 1944: Государственная высшая школа искусств имени Конрада Мяги
- 1944—1951: Тартуский государственный художественный институт Эстонской ССР
- 1951—1955: Тартуский филиал Государственного художественного института Эстонской ССР
- 1951—1960: Тартуская школа изящных искусств
- 1960—2000: Тартуская художественная школа
- 2000—2018: Тартуский художественный колледж
- 2018— н. в.: Высшая художественная школа Паллас

## Администрация
- Ректор: Валло Нууст (род. 1962, пост с 2005)
- Проректор по вопросам образования: Марлеен Виидул (род. 1981, пост с 2012)
- Проректор: Маарья Аэлтерманн (род. 1987, пост. с 2011)

## Отделения

### Кафедра фотографии

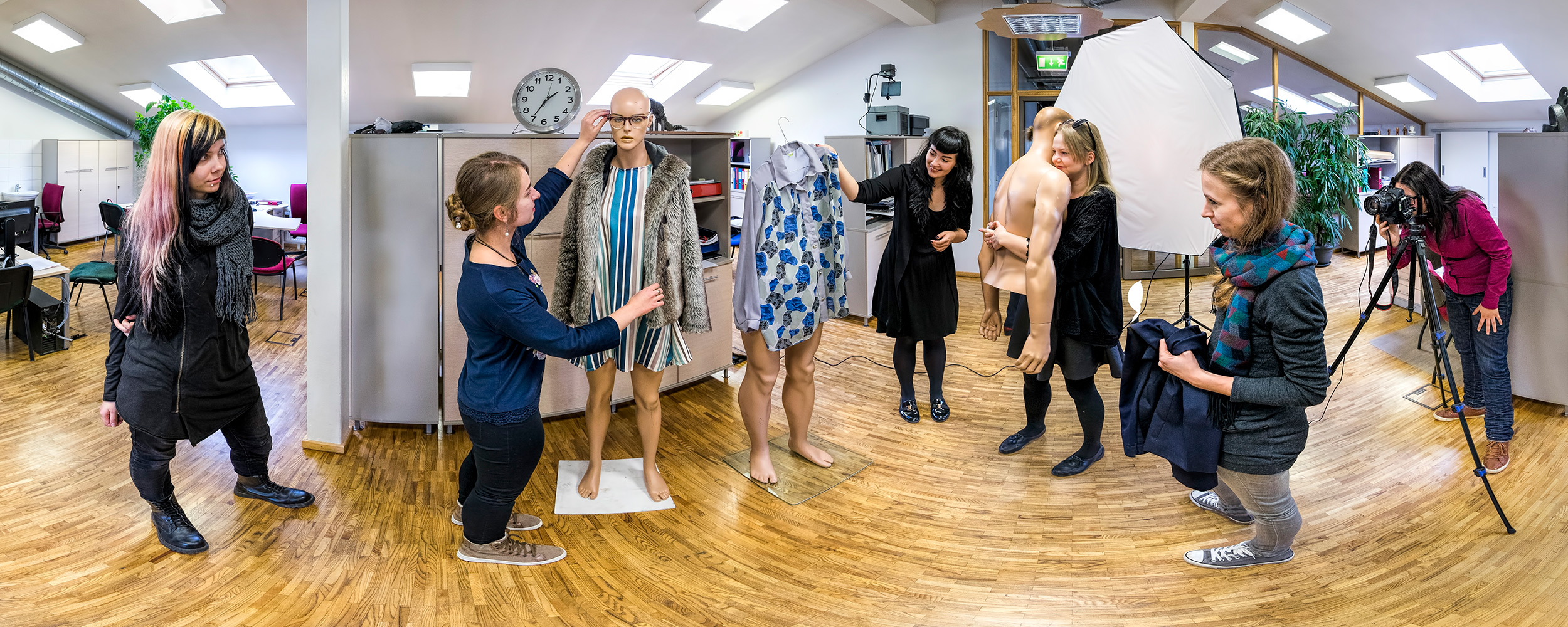

В 1997 году Тартуская художественная школа открыла образовательную программу по фотографии, автор учебного плана — Валло Каламеес. Цель кафедры — обеспечить студентам специальное образование международного качества, чтобы развить их профессиональные навыки и позволить им достичь их креативных целей. Кафедру возглавляет доктор философии, профессор Пеетер Линнап (род. 1960

### Кафедра изобразительного искусства
В 1997 году была образована программа «Изобразительное искусство и реставрация настенной живописи», автор учебного плана — Хели Туксам. Основная цель — обеспечить обязательное образование в области изобразительного искусства и реставрации произведений, позволить выпускникам стать профессионалами в своей специальности или продолжить обучение в аспирантуре. Кафедру возглавляет доцент Хели Туксам (род. 1956).

### Кафедра дизайна и рекламы

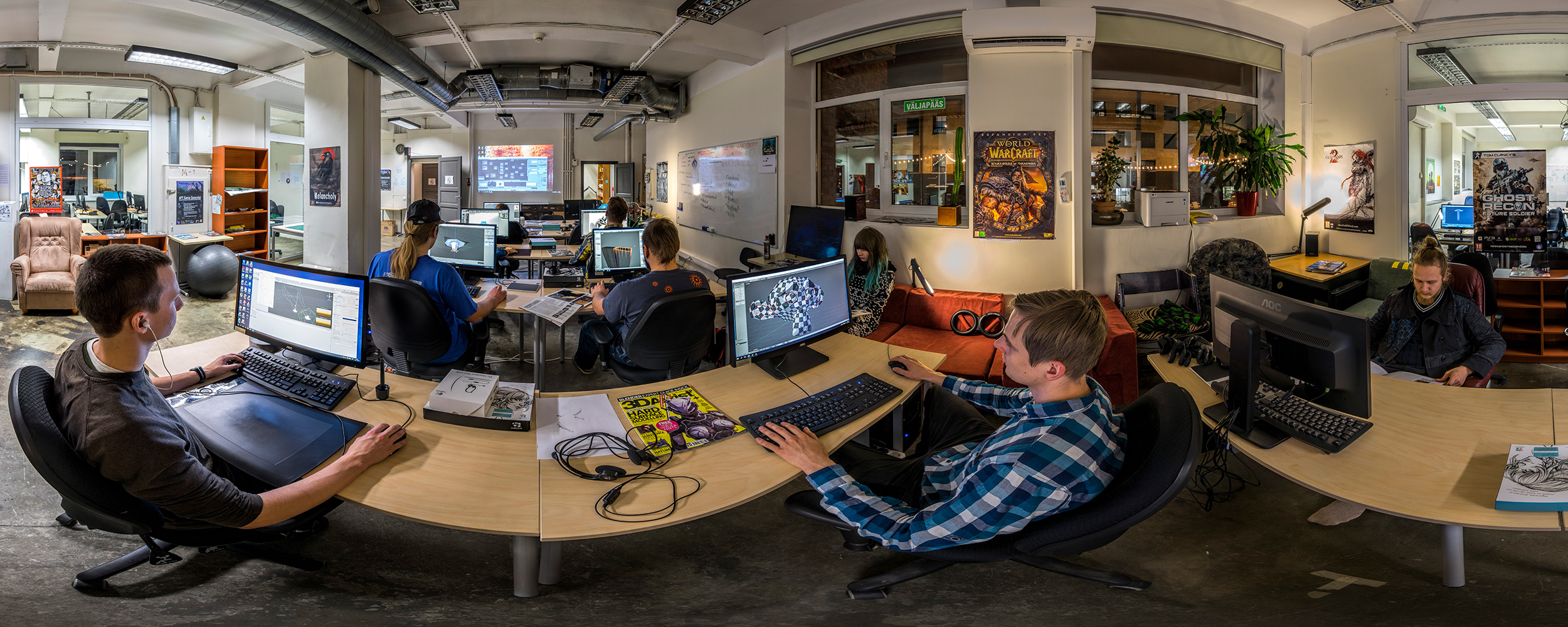

Образована в 1997 году как кафедра компьютерной графики, автор учебного плана — Аре Тралла. В учебный план входят изучение графики в печатных СМИ, дизайн СМИ, интерактивный дизайн и 3D-дизайн в цифровой среде. С 2008 года кафедру возглавляет Яанус Ээнсалу.

### Кафедра мебели
Кафедра готовит профессиональных реставраторов и дизайнеров мебели. С 2006 года кафедру возглавляет Яак Рооси.

### Кафедра дизайна кожи
Кафедра обеспечивает профессиональное обучение в области дизайна кожи и готовит будущих специалистов по переплёту книг. Кафедру возглавляет профессор Рутт Маантоа.

### Кафедра скульптуры

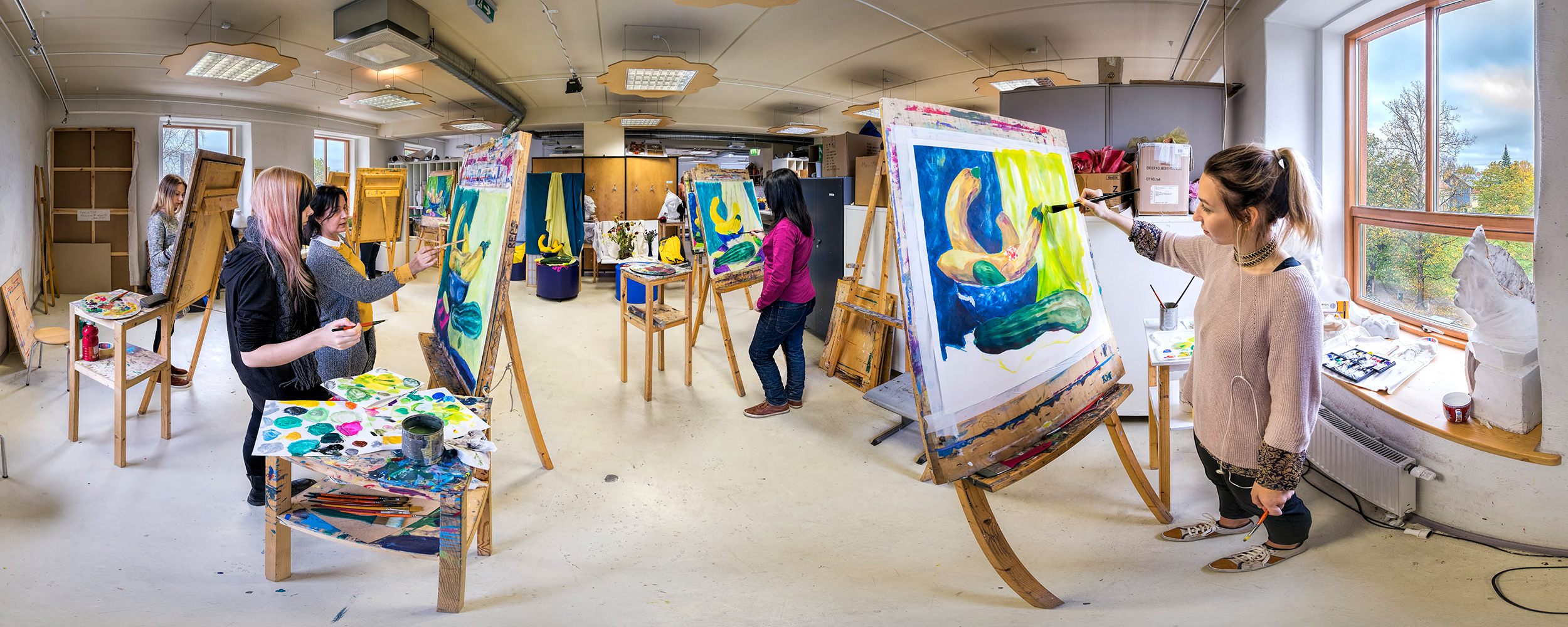

Учебный план основан на классическом обучении. Цель кафедры — предоставить студентам образование, необходимое для их работы и креативной деятельности. С 2011 года кафедру возглавляет Яан Луик (род. 1953).

### Кафедра текстильных изделий
Студенты обучаются на кафедре искусству дизайна одежды, вышивке, вязанию, работе по текстилю и т.д., а также знакомятся с разными материалами и историей. В качестве выпускных работ они демонстрируют свои собственные произведения, соответствующие их профессиональным предпочтениям. Кафедра входит в международную организацию European Textile Networks, сотрудничает с Эстонской ассоциацией художников по текстилю и с другими высшими учебными заведениями, готовящими будущих дизайнеров одежды. С 2000 года кафедру возглавляет профессор Аэт Оллисаар.

## Учебные программы
Профессиональное высшее образование является первым этапом на пути студентов этого колледжа: они могут получить образование, нужное для их будущей профессии, либо же продолжить обучение до степени магистра. Выпускники получают диплом, подтверждающий их изучение учебной программы. В колледж принимают на бюджетное и на коммерческое отделение, студенты этих отделений имеют одинаковые права.

## Галерея Паллас
Галерея Тартуского художественного колледжа открыта в 2009 году, на ней представлены все работы студентов с разных кафедр и преподавательского состава колледжа. Выставка открыта как для жителей Тарту, так и для иностранных туристов. Также там представлены работы партнёров Тарутского художественного колледжа. 14300 человек посетили галерею в первый год. Новые выставки проводятся ежемесячно, галерея организует мастер-классы и семинары.